# Грецька патрологія (серія)

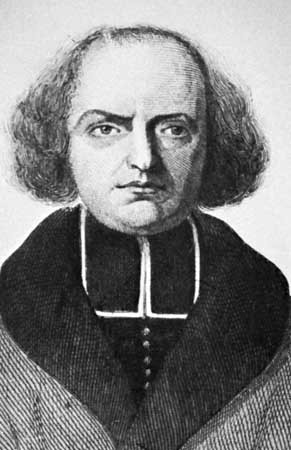
Жак-Поль Мінь, видавець «Грецької патрології»

«Гре́цька патроло́гія» (Patrologia Graeca, PG) — книжкова серія відредагованих зібрань праць Отців Церкви та інших християнських письменників,написана грецьким койне та візантійською мовою. Складається зі 161-го тому, які були надруковані у 1857–1866 роках у Католицькій типографії Жака-Поля Міня. Включає Східних Отців і письменників, а також тих західних авторів, що писали свої твори грецькою. Входить до монументального проекту Міня з видання всіх Отців Церкви, поряд з «Латинською патрологією» (лат. Patrologia Latina, PL), а також «Орієнтальною патрологією» (лат. Patrologia Orientalis, PO), що була видана послідовниками абата вже після його смерті.

## Історія видання
Видання Східних Отців на Західі розпочав у XVI столітті католицький орден мавриніан (Mauristes) — вчена спільнота ченців-бенедиктиців, що жили у передмісті Парижа у монастирі св. Мавра. Мавриніани почали свої видання на кошти французького короля Людовіка XIV, який зацікавився грецькими отцями, коли дізнався, що вони жили в епоху до появи папського абсолютизму. Людовік був прихильником незалежності від Папи Римського («галліканство») і тому підтримував діяльність мавриніан. Їхні публікації були дуже повними, хоч і не критичними.
На основі видань мавриніан французький священик Жак-Поль Мінь (1800—1875) у середині 19 століття здійснив грандіозну справу видання усіх святоотцівських творів в межах однієї книжкової серії. Поштовхом до цього, як і в часи Людовіка XIV, стало незадоволення французьких католиків догматом про непомильність Папи Римського. Для роботи над виданням абат Мінь наймав усіх, хто тільки погоджувався йому допомагати. Серед його співробітників були і позбавлені сану священики, і ченці-волоцюги, і подібний химерний люд. Видання Міня не було ні критичним, ні науковим. Окрім видань мавриніан, частина текстів опубліковувалась вперше.
Результатом роботи Міня стали дві монументальні серії: 217-томна «Латинська патрологія», що охоплювала період до папи Інокентія III (XII–XIII століття), та 161-томна «Грецька патрологія», що охоплювала період до 1453 року. Така хронологія відображала, що, за думкою Міня, латинське Передання закінчилось у XIII столітті, а грецьке — з турецьким завоюванням на два століття пізніше.

## Особливості видання
Основна частина серії — це тексти Східних Отців і церковних письменників, що писали на грецькому койне або візантійській мові. Також до «Грецької патрології» були включені Західні Отці і письменники, що писали свої праці раніше, ніж латинська мова стала переважати серед західних християн у III столітті, наприклад ранні автори, відомі як Апостольські мужі, св. Климент Римський, Єрм Римський, Євсевій Памфіл, Оріген, св. Василій Великий, св. Григорій Назіанзин, св. Григорій Ниський тощо.
Насправді 161 том являють собою 166 томів, оскільки томи 16 та 87 розділені на три частини, а 86 том на дві.
Перше видання становить лише латинські переклади оригіналів (81 том, 1856—1861). Друге видання містить грецький текст з паралельним латинським перекладом (166 томів, 1857—1866). Текст скомпоновано так, що колонці тексту на грецькій мові відповідає колонка латинського перекладу. У випадках, коли грецький оригінал було втрачено, як, наприклад, відбулось з деякими текстами Іринея Ліонського, існуючі грецькі фрагменти були поміщені серед латинського тексту. У одному випадку оригінал збережений лише на сирійській мові і перекладений на латинську. Дуже часто інформація про автора та коментарі теж представлені латинською мовою.
Дорофей Схоларіос додав до видання неповний список авторів і тем (Афіни, 1879), а потім уклав повний зміст видання (Афіни, 1883). У 1912 році видавництво «Abud Fratres Garnier Editions» опублікувало індекс томів «Грецької патрології» під редакцією Фердінандо Кавалеро.
Незважаючи на недоліки і давнину видання, «Грецька патрологія» не втратила свого значення до нинішнього часу. Хоча при підготовці до видання рукописи не вивчались, а передруковувались уже наявні видання, але об'єднання переважно малодоступних книг в одну серію суттєво полегшило роботу вчених. При академічному цитуванні Східних Отців Церкви прийнято вказувати, що текст знаходиться у даному виданні (що позначається абревіатурою «PG»), номер тому і номер колонки видання.

## Список томів
Як і в «Латинській патрології», автори (з кількома виключеннями) розміщені у хронологічній послідовності, охоплюючи період від самих ранніх християнських авторів до часів падіння Константинополя.

### Донікейські автори
PG 1: Климент Римський
PG 2: Климент Римський, Послання Варнави, «Пастир» Єрма, «Послання до Діогнета», «Заповіт 12 патріархів»
PG 3—4: Діонісій Ареопагіт, Максим Сповідник (VII століття) коментарій до Діонісія, Георгій Пахимер (XIV століття) коментарі до Діонісія
PG 5: Ігнатій Антіохійський, Полікарп Смірнський, Мелітон Сардський, Папій Єраполіський, Аполлоній Ефеський та ін.
PG 6: Юстин Філософ, Таціан, Афінагор, Теофіл Антіохійський, Гермій
PG 7: Іреней Ліонський
PG 8—9: Климент Александрійський
PG 10: Григорій Чудотворець, Папа Римський Зеферин, Секст Юлій Африкан, Папа Урбан I, Іполит Римський, Феогност Александрійський та ін.
PG 11—17: Оріген
PG 18: Методій Олімпійський, Александр Лікопольський, Євстахій Антіохійський, Петро Александрійський, Феодор Мопсуєтський та ін.

### IV століття
PG 19—24: Євсевій Кесарійський
PG 25—28: Афанасій Великий
PG 29—32: Василій Великий
PG 33: Кирилj Єрусалимський, Аполінарій Лаодікійський, Діодор Тарський, єпископ Петро II Александрійський, Тимофій Олександрійський, Ісаак колишній юдей
PG 34: Макарій Єгипетський, Макарій Олександрійський
PG 35—37: Григорій Назіанзин, Василій Молодший, єпископ Кесарії (X століття)
PG 38: Григорій Назіанзин, Кесарій Назіанзин
PG 39: Дідим Сліпий, Амфілохій Іконікійський, Нектарій
PG 40: єгипетські Отці: Антоній Великий, Пахомій, Серапіон Фмуйський, Авва Ісаак, Орсізій, Авва Феодор, Астерій Амасійський, Немесій, Єренім Грецький, Серапіон Антиохійський, Філон Карпасійський, Eвагрій Понтійський
PG 41—42: Єпіфаній Кіпрський
PG 43: Єпіфаній Кіпрський, Нонн Панополітанський
PG 44—46: Григорій Ніський

### 5 століття
PG 47—64: Іван Золотоустий
PG 65: Северіан Габальський, Феофіл Олександрійський, Палладій Єленопольський, Філострогій, Аттік Константинопольський, Прокл Константинопольський, Флавіан Константинопольський, Марк Відлюдник, Марк Діадох, Марк Диякон
PG 66: Феодор Мопсуєтський, Сінезій, Арсеній Великий
PG 67: Сократ Схоластик, Созомен
PG 68—76: Кирило Александрійський
PG 77: Кирило Александрійський, Феодот Анкірський, Павло Емеський, Акакій Беройський, Йоан Антиохійський, Мемном Ефеський, Акакій Мелітинський, Рабул Едеський, Фірм Кесарійський, Амфілохій Сіда
PG 78: Ісидор Пелусіот
PG 79: Нил Синайський
PG 80—84: Феодорит Кирський
PG 85: Василій Селевкійський, Евфталій Олександрійський, Йоан Карпафійський, Еней Газький, Захарій Мітиленський, Геласій Кізікський, Феотим, Аммоній Сакк, Андрій Самосатський, Геннадій Константинопольський, Кандід, Антіпатр Бострський, Далмацій Кізікський, Тимофей Берітський, Євстафій Беритський

### 6 століття
PG 86a: пресвітер Тимофей Константинопольський, Йоан Максентій, Феодор Чтець, диякон Прокопій Тирський, єпископ Феодор Скіфопольський, пресвітер Тимофій Єрусалимський, Феодосій Олександрійський, Євсевій Олександрійський, Євсевій Емеський, Гренентій Тафарський, патріарх Епіфаній Константинопольський, Ісаак Ніневійський, Варсануфій Палестинський, інок Євстафій, Імператор Юстиніан I, Агапіт Диякон, Леонтій Візантійський
PG 86b: Леонтій Візантійський, патріарх Єфрем Антиохійський, Павло Силентіарій, патріарх Євтихій Константинопольський, Євагрій Схоластик, Євлогій Олександрійський, Симеон Стіліт Молодший, патріарх Захарій Єрусалимський, патріарх Модест Єрусалимський, анонім про облогу Єрусалиму персами, Йовій, єпископ Ерехтій Антиохійський, єпископ Петро Лаодікійський

### 7 століття
PG 87a—87b: Прокопій Газький
PG 87c: Прокопій Газький, Йоан Мосх, Софроній, інок Александр
PG 88: Косьма Індикоплов, Костянтин Диякон, Йоан Лествичник, Агафій Мірінейський, єпископ Григорій Антиохійський, Йоан IV Постник, Авва Дорофей
PG 89: Анастасій Синаїт, Анастасій Антиохійський, Абба Анастасій Євтимійський, антиохійський патріарх Анастасій IV, Антиох Савський
PG 90: Авва Максим
PG 91: Максим Сповідник, Авва Фалассій, Феодор Раїфський
PG 92: «Пасхальна хроніка»
PG 93: диякон Олімпіодор Олександрійський, Ісихій Синайський, єпископ Леонтій Неапольський, Леонтій Дамаскський

### 8 століття
PG 94—95: Іван Дамаскин
PG 96: Іван Дамаскин, Йоан Нікейський, Йоан VI, Йоан Евбейський
PG 97: Йоан Малала (VI століття), Андрій Єрусалимський, Ілія Критський, Феодор Абукарський
PG 98: константинопольський патріарх Герман I, Косьма Єрусалимський, єпископ Григорій Агригентський, «Anonymus Becuccianus», диякон Панталеон Константинопольський, інок Адріан, диякон Епіфаній Катанійський, інок Пахомій, інок Філофей, Тарасій Константинопольський
PG 99: Теодор Студит

### 9 століття
PG 100: патріарх Никифор Константинопольський, диякон Стефан Константинопольський, Григорій Декаполійський, олександрійський патріарх Христофор I, константинопольський патріарх Мефодій I
PG 101—103: патріарх Фотій Константинопольський
PG 104: Фотій Константинопольський, Петро Сікул, єпископ Петро Аргоський, Варфоломій Едеський
PG 105: Никита Пафлагонійський, Никита Візантійський, Феогност Граматик, анонім, Йосиф Гімнописець

### 10 століття
PG 106: Йосип, Никифор Філософ, архієпископ Андрій Кесарійський, Арета Кесарійський, Йоан Геометр, Косьма Вестітор, Лев Патрикій, єпископ Афанасій Коринфський, грецький анонім
PG 107: імператор Лев Мудрий
PG 108: Феофан Сповідник, невідомий автор, Лев Граматик, Анастасій Бібліотекар
PG 109: Продовжувач Феофана
PG 110: Георгій Амартол
PG 111: константинопольський патріарх Николай Містик, єпископ Нових Патр Василій, Василій Кесарійський, пресвітер Григорій Кесарійський, Йосиф Генезій, Мойсей Сірський, Феодор Дафнопат, пресвітер Никифор Константинопольський, патріарх Євтихій Олександрійський, Георгій Амартол
PG 112: імператор Костянтин Багрянородний
PG 113: Костянтин Багрянородний, Никон Критський, диякон Феодосій
PG 114—116: Симеон Метафраст
PG 117: імператор Василій II, імператор Никифор II Фока, Лев Диякон, Іполіт Фівський, Йоан Георгід, Ігнатій Диякон, Ніл Єпарх, Христофор Протоасікрітіс, Михаїл Амартол, анонім, Суда
PG 118: Екуменій Трікський
PG 119: Екуменій Трікський, різні автори (патріархи, єпископи, інші) про греко-романське канонічне право

### 11 століття
PG 120: анонім про життя Ніла Молодшого, єпископ Феодор Іконійський, Лев Пресвітер, Лев Граматик, Йоан Пресвітер, інок Епіфаній Єрусалимський, патріарх Алексій I Константинопольський, єпископ Кізікський Димитрій Сінкел, Никита Хартофілакс, константинопольський патріарх Михаїл Кіруларій, єпископ Самона Газький, архієпископ болгарський Лев Охридський, Никита Стефат, Йоан Євахаїтський, константинопольський патріарх Йоан VIII Ксіфілін, диякон Йоан Константинопольський, Симеон Новий Богослов
PG 121—122: Георгій Кедрин
PG 123—126: Феофілакт Болгарський

### 12 століття
PG 127: Никифор Врієнній, Костянтин Манассія, константинопольський патріарх Николай III, Лука VII, абат Гроттаферрата, інок Никон Раїфський, архієпископ Анастасій Кесарійський, Никита Серроній, інок Яков Коккінобафський, Филип Солітарій, інок Йов, архієпископ Міланський Гроссолан, Ірина Дукіна, імператор Никифор III Вотаніат, Никита Сідський
PG 128—130: Євфимій Зігабен
PG 131: Євфимій Зігабен, Анна Комніна
PG 132: Феофан Керамей, Ніл Доксопатр, єпископ Йоан Антиохійський, імператор Йоан II Комнін, Ісаак католикос Великої Вірменії
PG 133: інок Арсеній Філофейський, Алексій Аристин, константинопольський патріарх Лука Хризоверг, Феоріан Філософ, Йоан Кіннам, імператор Мануїл I Комнін, імператор Алексій I Комнін, імператор Андронік I Комнін, Феодор Продром
PG 134: Йоан Зонара
PG 135: Йоан Зонара, константинопольський патріарх Георгій II Ксіфілін, імператор Ісаак II Ангел, Неофіт Пресвітер, митрополит Ефеський Йоан Хіла, митрополит Николай Мефонський, Євстафій Фессалонікійський
PG 136: Євстафій Фессалонікійський, Антоній Меліський

### 13 століття
PG 137—138: Феодор Вальсамон
PG 139: митрополит Ісидор Фессалонікійський, митрополит Фессалонікійський Никита Маронійський, єпископ Йоанн Кітрський, олександрійський патріарх Марк III, Йона Хронограф, Никита Хоніат
PG 140: Никита Хоніат, грецький анонім, архієпископ афінський Михаїл Акомінат, єпископ Феодор Аланський, єпископ Феодор Андіда, Мануїл Ритор, диякон Панталеон Константинопольський, константинопольський патріарх Мануїл I Харітопул, патріарх Герман II, митрополит Фессалонікійський Михаїл Хумн, імператор Феодор Ласкаріс, Мефодій монах, патріарх Никифор II, Констянтин Акрополіт, патріарх Арсеній Авторіан, Георгій Акрополіт, Никифор Хумн, Александр IV, Сикст IV
PG 141: Йоан XI Векк, Костянтин Мелітініот, Георгій Метохіт
PG 142: Георгій Кіпрський, константинопольський патріарх Афанасій I, Никифор Влеммід

### 14 століття
PG 143: Єфремій Хронограф, митрополит Феоліпт Філадельфійський, Георгій Пахимер
PG 144: Георгій Пахимер, Феодор Метохіт, Матфей Властар
PG 145: Матфей Властар, Фома Магістр, Никифор Калліст Ксанфопул
PG 146: Никифор Калліст Ксанфопул
PG 147: Никифор Калліст Ксанфопул, іноки Калліст та Ігнатій Ксанфопул, константинопольський патріарх Калліст, Калліст Тілікуд, Калліст Катафігіот, інок Никифор, Максим Плануд
PG 148: Никифор Григора
PG 149: Никифор Григора, митрополит Фессалонікійський Ніл Кавасила, Феодор Мелітініот, Георгій Лапіф
PG 150: Костянтин Арменопул, митрополит Філадельфійський Макарій Хрисокефал, константинопольський патріарх Йоан XIV Каліка, архієпископ Феофан Нікейський, Николай Кавасила, Григорій Палама
PG 151: Григорій Палама, Григорій Акіндін, Варлаам Калабрійський
PG 152: Мануїл Каліка, Йоан Кіпарісіот, Матфей Кантакузен, синодальні і патріарші канони та законодавчі акти різних патріархів (Йоан XIII, Ісая I, Йоан XIV Каліка, Ісидор, Калліст I, Філофей)
PG 153: Йоан Кантакузен
PG 154: Йоан Кантакузен, архієпископ Філофей Сілімврійський, Димитрій Синодський, інок Максим Хрисоверг

### 15 століття
PG 155: архієпископ Симеон Фессалонікійський
PG 156: Мануїл Хрисолор, Йоан Канан, Мануїл II Палеолог, Йоан Анагност, Георгій Сфрандізі
PG 157: Георгій Кодін, історик Дука
PG 158: Михаїл Гліка, диякон Йоан Адріанопольський, Ісая Кіпрський, Іларіон, Іван Аргіропул, константинопольський патріарх Йосиф II, Йов монах, Варфоломій де Яно Ордо Мінорум, Николай Варвар, анонім про життя Мехмеда II
PG 159: Лаонік Халкоконділ, Леонард Мітиленський, Ісидор Фессалонікійський, Йосиф Мефонський
PG 160: константинопольський патріарх Григорій III Мамма, константинопольський патріарх Геннадій II, Георгій Геміст Пліфон, Матфей Камаріот, Марк Ефеський, папа Миколай V
PG 161: Віссаріон Нікейський, Георгій Трапезунтський, Костянтин Ласкаріс, Феодор Газький, Андронік Калліст

### Сайти
- Індекс томів «Грецької патрології» з указівкою на номер колонки та скан [Архівовано 3 вересня 2008 у Wayback Machine.], з грецьким текстом із послівним аналізом [Архівовано 17 серпня 2008 у Wayback Machine.] та конкордансом зробленим на всі твори кожного автора [Архівовано 24 січня 2022 у Wayback Machine.]
- Каталог томів «Грецької патрології» на Google Books (Міша Гукер) [Архівовано 19 липня 2011 у Wayback Machine.]